# بانک تجاری خلیج
بانک تجاری خلیج (انگلیسی: Khaleeji Commercial Bank) شرکت خدمات مالی و بانکداری بحرینی است، که در سال ۲۰۰۴ تأسیس شد.